# Shell Beach
A Shell Beach egy alternatív metal/post-hardcore együttes, amely 2006-ban alakult meg Budapesten. Lemezeiket hazánkban az EDGE Records, míg Németországban a Redfield kiadó jelenteti meg. Zenei hatásukként főleg az amerikai Glassjaw, Deftones, At the Drive-In és a svéd Refused zenekarokat jelölték meg. A zenekar tagjai számos más ismert hazai zenekarban is játszottak (pl. Blind Myself, The Idoru, Subscribe), sokszor párhuzamosan a Shell Beach-beli tagságukkal. A zenekar jellemzően kampányszerűen, egy-egy hazai vagy európai turnéval lép a nagyközönség elé, ezek közt sokszor hónapokig tartó szünetekkel, részben annak is betudhatóan, hogy a tagok több - sok esetben jóval aktívabban koncertező - zenekarnak is tagjai.

## Történet
2011-ben kezdték el rögzíteni a második nagylemezüket, a This Is Desolationt a Dürer Hangstúdióban. A lemez producerének Schram Dávidot (FreshFabrik) választották. A lemezt a német Redfield kiadó adta ki 2012-ben. A Vital Signs dalhoz videóklipet is készítettek. A Sit Down, Navigator dalon az együttes gitárosa, Somló Pál  édesapja, Somló Tamás játszik szaxofonon.

## Tagok
- Bodóczy “Undos” Zoltán - vokál (2018 - )
- Totik Zoltán - vokál (2006 - 2017)
- Somló Pál - gitár, vokál (2006 - )
- Mohácsi Mátyás - basszusgitár (2006 - )
- Ivánfi Dániel - dob (2006 - 2018)
- Szalay Dániel - dob (2018 - )
- Szollár Bálint - gitár (2009 - 2018)
- Horváth Attila - gitár (2006 - ?, 2019 - )
- Sági Viktor - gitár (2009 - 2014, 2018)

## Diszkográfia
- Acronycal (LP, 2007)
- This is Desolation (LP, 2012)
- Changes x Restless x Faithless (EP, 2016)